# 天主教拉塞瓦教區
天主教拉塞瓦教區（拉丁語：Dioecesis Ceibensis）是洪都拉斯一個羅馬天主教教區，屬特古西加爾巴總教區。
教區成立於2011年12月30日，包括阿特蘭蒂達省和海灣群島省，2012年有教友398,800人（佔轄區總人口72.8%）、十一個堂區、廿一名司鐸。現任教區主教為彌額爾·萊尼漢。